# Espinelves
Espinelves – gmina w Hiszpanii, w prowincji Girona, w Katalonii, o powierzchni 17,48 km². W 2011 roku gmina liczyła 201 mieszkańców.